# Villavellid
Villavellid est une commune de la province de Valladolid dans la communauté autonome de Castille-et-León en Espagne.

## Sites et patrimoine
Les édifices et sites notables de la commune sont :
- Château de Villavellid ;
- Église San Miguel ;
- Église Santa María.